# Vater, unser bestes Stück
Vater, unser bestes Stück ist eine deutsche Filmkomödie des Regisseurs Günther Lüders aus dem Jahr 1957. Die Hauptrollen waren mit Ewald Balser und Adelheid Seeck besetzt worden. Das Drehbuch verfassten Eberhard Keindorff und Johanna Sibelius. Es basiert auf dem gleichnamigen Roman von Hans Nicklisch. In der Bundesrepublik Deutschland kam der Film erstmals am 18. Juli 1957 in die Kinos.

## Handlung
Der Pädagogikprofessor Wilhelm Keller steckt voller Lebensweisheiten, die er humorvoll bei seiner Kinderschar anzuwenden versucht, was ihm aber nicht immer gelingt. Einer dieser Grundsätze lautet: „Dein Kind ist klüger, als du denkst.“ Andreas, sein Ältester, ist Student und gerade über beide Ohren in die hübsche und in Liebesdingen sehr erfahrene Henriette verliebt. Weil der Junge aber noch viel zu naiv ist, sucht er Hilfe bei seinem Vater. Der aber tut sich schwer mit seinen Ratschlägen. Friedrich, sein Zweitältester, steht kurz vor dem Abitur, hat aber keine Lust, dafür zu lernen, weil er seinen Hang zur Schauspielkunst entdeckt hat. Die 16-jährige Bixi flattert von einem Liebhaber zum nächsten. Das jüngste Familienmitglied, der zehnjährige Thomas, ist ziemlich vorlaut und treibt mit seinen Bemerkungen die Familie des vornehmen Onkels Ferdinand zur Weißglut. Bei so vielen unterschiedlichen Charakteren lässt sich nicht vermeiden, dass es manchmal in der Familie auch kracht. Aber alle sind sich sicher, der Vater werde es schon richten, und damit haben sie auch meistens recht.
Eines Tages gelingt es Keller sogar, seine gesamte Familie zu einem gemeinsamen Urlaub in den sonnigen Süden einzuladen. So kommt es, dass Vater, Mutter und die vier Kinder in dem romantischen Städtchen Porto del Sole an der Adria eintreffen. Nun überstürzen sich die Ereignisse: Das Familienoberhaupt betätigt sich ganz spontan an einem Boccia-Wettbewerb, und zu aller Erstaunen trägt er auch noch den Sieg davon. Dies erzürnt den heimischen Favoriten so sehr, dass er sich mit Keller in eine Keilerei einlässt. Aber auch dabei zieht der Italiener den Kürzeren, was dessen Landsleute mit Schadenfreude zur Kenntnis nehmen. Zur selben Zeit hat Kellers Gattin Mühe, einen aufdringlichen italienischen Romeo wieder loszuwerden. Bixi hingegen genießt es, als sie von einem Carabiniere heftig umschwärmt wird. Andreas turtelt mit der feschen Posthalterin Carlotta am Strand. Andreas saust mit einem geliehenen Motorrad durch die Landschaft, und es dauert nicht lange, bis er das Gefährt völlig ruiniert hat und damit die Urlaubskasse arg strapaziert.
Wieder zu Hause angekommen, muss Keller leicht resignierend feststellen, dass nicht immer nur die Väter mit ihren Kindern Sorgen haben, sondern bisweilen auch die Kinder mit ihren Vätern.

## Ergänzungen
Gedreht wurde der Streifen in den Studios der Bavaria Film in Grünwald-Geiselgasteig. Die Bauten wurden von den Filmarchitekten Franz Bi und Bruno Monden entworfen. Ursula Maes steuerte die Kostüme bei. Unter dem Titel Ohne Mutter geht es nicht drehte Erik Ode im Jahr 1958 mit denselben Hauptdarstellern eine Fortsetzung der Geschichte.

## Kritik
- Das Lexikon des internationalen Films bezeichnet den Streifen als vergleichsweise sympathisch unterhaltende Familienkomödie, bemängelt aber die sprunghafte Regie.[1]

- Der Spiegel meint, Hans Nicklischs Vorlage sei von der Drehbuchfirma ins Moderne und zuweilen schon Mondäne umgeleitet worden. Trotzdem aber bleibe der herzliche und versonnene Familienton des Originals erhalten. Ewald Balser mache aus dem kinderreichen Universitätsprofessor die Traumgestalt eines ritterlichen und arglosen Mannes.[2]

- Die Filmbewertungsstelle Wiesbaden erteilte dem Film das Prädikat «Wertvoll»

- Die Evangelische Filmgilde kürte den Film im Juli 1957 zum Film des Monats.

## Quelle
- Programm zum Film: Das Neue Film-Programm, erschienen im gleichnamigen Verlag in Mannheim, ohne Nummernangabe